# Jérémy Hélan
Jérémy Hélan, né le 9 mai 1992 à Clichy, est un footballeur français qui évolue au poste de milieu de terrain.
En septembre 2016, il décide de mettre un terme à sa carrière de footballeur afin de se concentrer sur sa religion, l'Islam.